# Maximilian Rudolf Luger

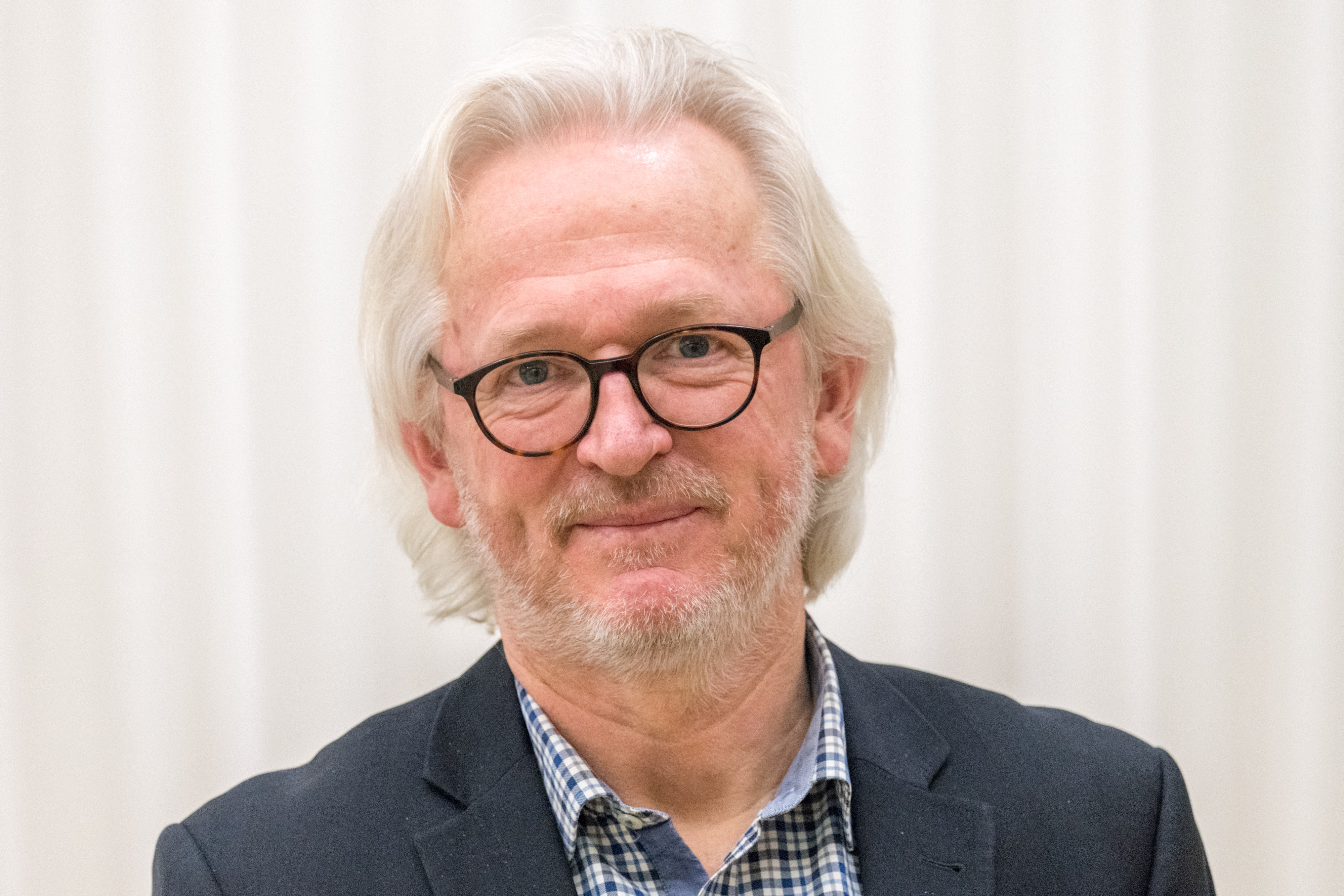
Maximilian Rudolf Luger (2019)

Maximilian Rudolf Luger  (* 1958 in Kleinzell im Mühlkreis) ist ein österreichischer Architekt, Innenarchitekt, Industriedesigner und Ziviltechniker.

## Leben
Maximilian Luger besuchte die Höhere Technische Lehranstalt für Tischlerei in Hallstatt und studierte anschließend von 1980 bis 1985 Innenarchitektur und Umraumgestaltung, in Linz an der Hochschule für Gestaltung bei Friedrich Goffitzer und Laurids Ortner. Für seine Diplomarbeit erhielt er 1985 den Würdigungspreis für „besondere künstlerische Leistungen“ vom Bundesminister für Wissenschaft und Forschung Heinz Fischer. Es folgte das Industrieentwurf und Innenarchitekturstudium an der Universität für angewandte Kunst Wien in der Meisterklasse von Johannes Spalt. Nach Umwandlung der Innenarchitekturklasse zur Architekturklasse an der Kunstuniversität Linz und der Schaffung des Ergänzungsstudiums für Innenarchitekturabsolventen kehrte er dorthin zurück und schloss sein Architekturdiplom 1991 ab. 1989 wurde er mit dem Kunstförderungspreis der Stadt Linz bedacht. Von 1990 bis 1992 war Luger zusammen mit seinem Studienkollegen Horst Lechner als Lektor an der Hochschule für angewandte Wissenschaften Rosenheim tätig. 1995 legt er die Ziviltechnikerprüfung ab, seit 1999 leiteten er und sein Büropartner Franz Maul die Hochbausparte der Architekturausbildung an der Kunstuniversität Linz. 2013 und 2014 lehrte er Entwurf an der FH Kärnten in Spittal an der Drau.
1989 gründeten Maximilian Luger, Franz Maul und Hubert Steindl ein gemeinsames Atelier und gewannen 1992 gemeinsam den Kulturpreis des Landes Oberösterreich. 1993 gründeten Maximilian Luger und Franz Maul das Büro Luger & Maul, ohne Hubert Steindl, in Wels. Das Architekturbüro wurde mit zahlreichen Preisen geehrt.

„Nicht das vordergründig Spektakuläre,
nicht das kurzzeitig Modische,
nicht das oberflächliche Moderne,
es ist das Dauerhafte, Ehrliche, was mich interessiert.“

## Projekte (Auswahl)
- 1991 Badeanlage Häupl, Attersee
- 1997 Badeanlage Seecamping Gruber Nussdorf
- 2001 Minoritenkloster Wels mit Erwin Hofbauer
- 2002 Badehaus Schörfling am Attersee
- 2003 Bildungshaus Schloss Puchberg
- 2004 Erweiterung des Verwaltungstraktes Stift Schlierbach
- 2004 Um- und Zubau röm.-kath. Pfarre St. Franziskus
- 2005 ÖBB Hauptbahnhof Wels
- 2006 Umbau Gasthof Fischer
- 2007 Wohnhaus Familie F.
- 2007 Schwimmschule Steyr
- 2009 Dragonerkaserne Wels
- 2011 Aufstockung des eigenen Bürogebäudes in Wels
- 2016 Veranstaltungszentrum & Landesmusikschule Marchtrenk
- 2017 Holzwohnbauten im Dragoner-Quartier Wels

## Auszeichnungen
- 1985 Würdigungspreis des Wissenschaftsministeriums für besondere künstlerische Leistungen
- 1989 Kunstförderungspreis der Stadt Linz
- 1992 Kulturpreis des Landes Oberösterreich
- 1998 Staatspreis für Tourismus und Architektur
- 1999 IOC/IAKS Award
- 2001 Österreichischer Bauherrenpreis für das Minoritenkloster Wels
- 2003 Oberösterreichischer Holzbaupreis
- 2005 Oberösterreichischer Holzbaupreis
- 2006 Auszeichnung „Neues Bauen in den Alpen“
- 2007 Oberösterreichischer Holzbaupreis
- 2009 Baukultur Gemeindepreis von Landluft – Verein zur Förderung der Baukultur in ländlichen Räumen
- 2012 Oberösterreichischer Holzbaupreis[6]
- 2017 Heinrich-Gleißner-Preis[7]
- 2018 Mauriz-Balzarek-Preis[8]
- 2019 Oberösterreichischer Holzbaupreis[9]
- 2019 Holzbaupreis Steiermark[10]